# Pouillon (Marne)
Pour les articles homonymes, voir Pouillon.
Pouillon est une commune française, située dans le département de la Marne en région Grand Est. Le patron est saint Gorgon.

## Géographie
Pouillon est un village de la Marne, situé à 8,6 kilomètres au nord-ouest de Reims. Le village se trouve au sein du massif de Saint Thierry. À l'ouest du Pouillon, s'élève ce massif, partie la plus élevée du territoire, boisée. Le nord et l'est du village sont occupés par le vignoble de Champagne.
| Hermonville | Villers-Franqueux |               |
|             | Pouillon          | Thil          |
| Chenay      | Merfy             | Saint-Thierry |

### Hydrographie
La commune est dans la région hydrographique « la Seine du confluent de l'Oise (inclus) à l'embouchure » au sein du bassin Seine-Normandie. Elle n'est drainée par aucun cours d'eau,.

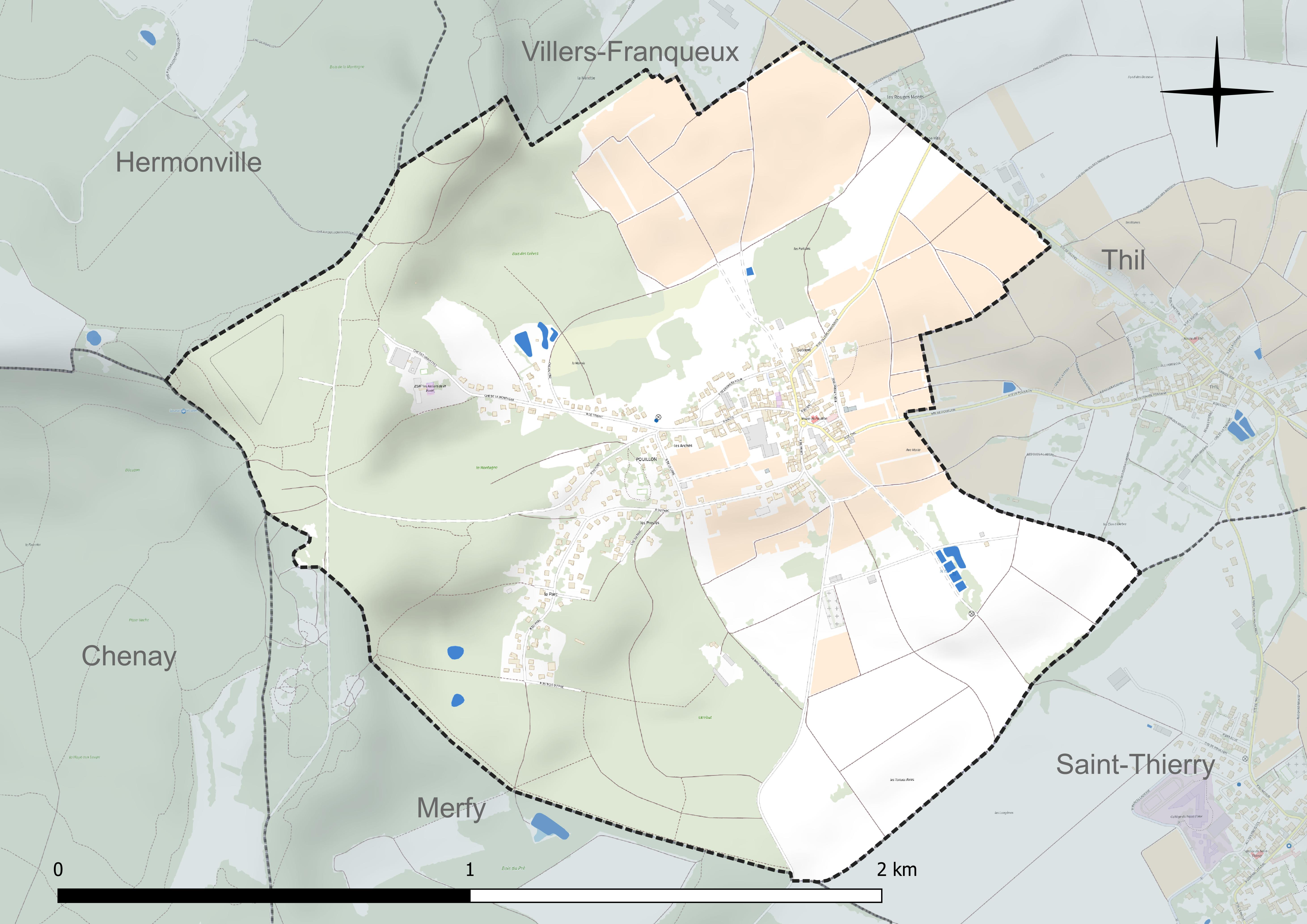
Réseau hydrographique de Pouillon.

### Climat
Pour des articles plus généraux, voir Climat du Grand Est et Climat de la Marne.
En 2010, le climat de la commune est de type climat océanique dégradé des plaines du Centre et du Nord, selon une étude du Centre national de la recherche scientifique s'appuyant sur une série de données couvrant la période 1971-2000. En 2020, Météo-France publie une typologie des climats de la France métropolitaine dans laquelle la commune est exposée à un climat océanique altéré et est dans la région climatique  Nord-est du bassin Parisien, caractérisée par un ensoleillement médiocre, une pluviométrie moyenne régulièrement répartie au cours de l’année et un hiver froid (3 °C). 
Pour la période 1971-2000, la température annuelle moyenne est de 10,3 °C, avec une amplitude thermique annuelle de 15,5 °C. Le cumul annuel moyen de précipitations est de 706 mm, avec 11,5 jours de précipitations en janvier et 8,1 jours en juillet. Pour la période 1991-2020, la température moyenne annuelle observée sur la station météorologique de Météo-France la plus proche, « Chambrecy-Civc », sur la commune de Chambrecy à 17 km à vol d'oiseau, est de 10,7 °C et le cumul annuel moyen de précipitations est de 734,0 mm. 
La température maximale relevée sur cette station est de 40,3 °C, atteinte le 25 juillet 2019 ; la température minimale est de −22,1 °C, atteinte le 17 janvier 1985,,. 
Les paramètres climatiques de la commune ont été estimés pour le milieu du siècle (2041-2070) selon différents scénarios d'émission de gaz à effet de serre à partir des nouvelles projections climatiques de référence DRIAS-2020. Ils sont consultables sur un site dédié publié par Météo-France en novembre 2022.

## Urbanisme

### Typologie
Au 1er janvier 2024, Pouillon est catégorisée bourg rural, selon la nouvelle grille communale de densité à sept niveaux définie par l'Insee en 2022.
Elle est située hors unité urbaine. Par ailleurs la commune fait partie de l'aire d'attraction de Reims, dont elle est une commune de la couronne,. Cette aire, qui regroupe 294 communes, est catégorisée dans les aires de 200 000 à moins de 700 000 habitants,.

### Occupation des sols
L'occupation des sols de la commune, telle qu'elle ressort de la base de données européenne d’occupation biophysique des sols Corine Land Cover (CLC), est marquée par l'importance des forêts et milieux semi-naturels (51,7 % en 2018), une proportion identique à celle de 1990 (51,7 %). La répartition détaillée en 2018 est la suivante :
forêts (51,7 %), cultures permanentes (22,5 %), terres arables (14,1 %), zones urbanisées (8,8 %), zones agricoles hétérogènes (2,8 %). L'évolution de l’occupation des sols de la commune et de ses infrastructures peut être observée sur les différentes représentations cartographiques du territoire : la carte de Cassini (XVIIIe siècle), la carte d'état-major (1820-1866) et les cartes ou photos aériennes de l'IGN pour la période actuelle (1950 à aujourd'hui).

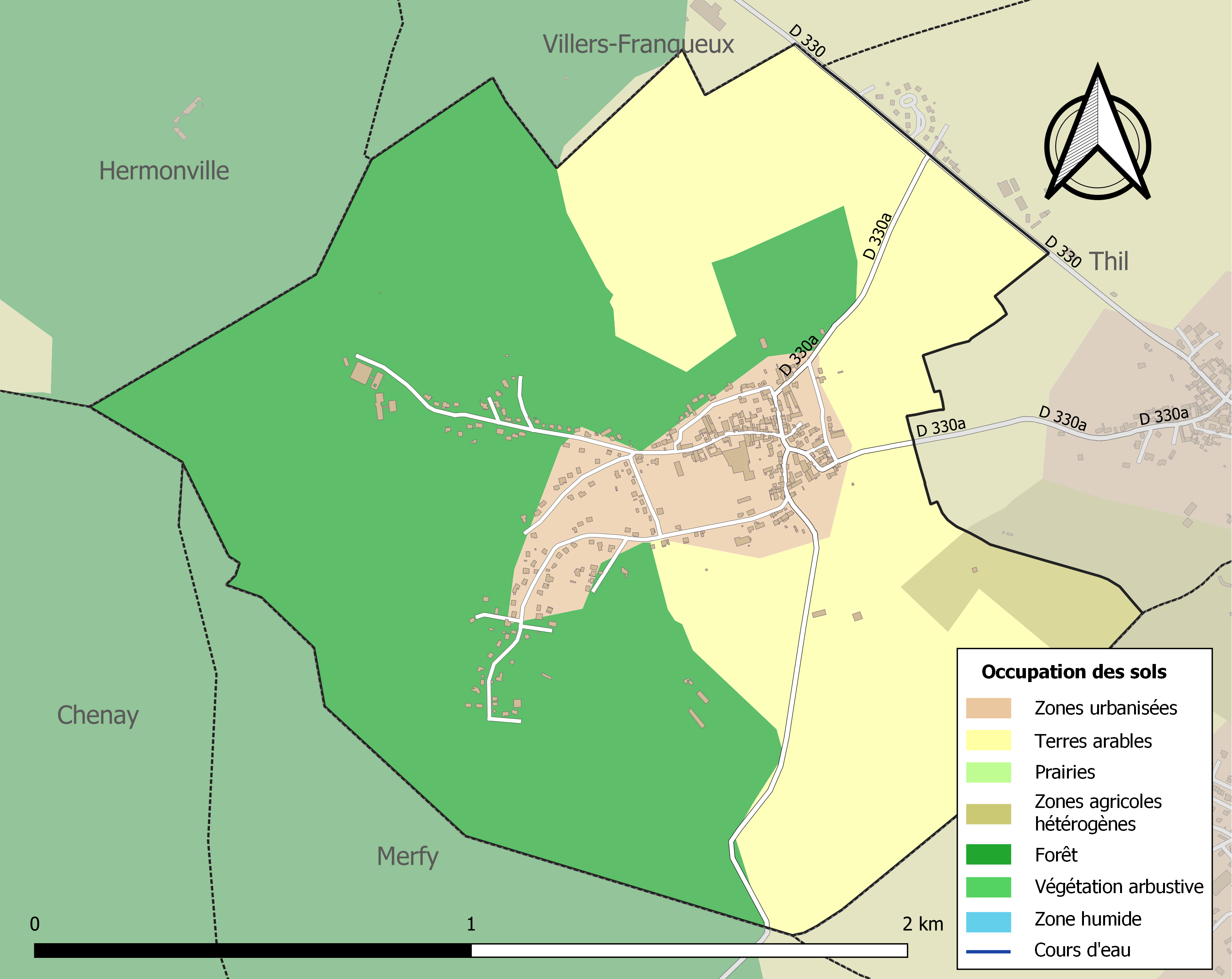
Carte des infrastructures et de l'occupation des sols de la commune en 2018 (CLC).

## Toponymie
Le nom de la localité est attesté sous les formes Villa Pullionis (vers 850) ; Pullio (1126) ; Puillio (1148) ; Puilun (1150) ; Poillon (1234) ; Puillon (1240) ; Pouillonum (1460).

Dérivé du mot poille (« poule »), il désignait en ancien français un « poussin » ou poul « jeune coq » du latin pullus et par extension le petit de n'importe quel volatile. Les noms Pouillon et Pouillion devraient avoir le même sens. Comme pour tous les noms d'animaux, le surnom est difficile à interpréter avec précision.

## Histoire
Une chapelle fut construite par les habitants à partir de 1659 sous le titre de Notre-Dame-de-Bon-Désir. L'église fut construite certainement en 1741 avec les reliques de saint Gorgon, martyr au IVe siècle. C'est en 1778 que le clocher et les bas-côtés ont été construits. Le clocher se trouvait, dit-on, primitivement sur l'église abbatiale de Saint-Thierry, d'où il aurait été transporté à Pouillon.
Propriété de l'abbaye de Saint-Thierry, le village obtient son indépendance en 1773 après le grand incendie qui l'avait détruit en 1761.
Le chemin de fer de la Banlieue de Reims fut inauguré le 14 avril 1897. Pouillon était sur la ligne du C.B.R. Reims-Cormicy. La gare a gardé son aspect d’origine. La halte du Parc, qui n’existe plus a été créée à la suite de la demande du maire en juin 1900 pour desservir le lotissement du Parc de Pouillon, alors en cours de construction. Très fréquenté à cette époque, puisque le moyen de transport le plus rapide pour gagner Reims ou venir à la campagne, il perdit de son importance avec l’avènement de l’automobile et des bus de transport en commun. Il fallait en 1898 38 min pour rejoindre la halte des « Promenades » à Reims. Il fut aussi très utile pour le transport de marchandise, bois vins, betteraves, etc. ; en 1919 il existait un embranchement pour desservir la briqueterie située sur la route entre Merfy et Pouillon. La fermeture définitive eut lieu le 31 décembre 1933.
En 1774, on comptait 267 habitants, tous laboureurs-vignerons (21 ha de terre, 23 de vignes). En 1862, 376 habitants, 30 à 40 pressoirs fournissaient des vins expédiés vers le nord, le Thiérache et la Belgique. On comptait également 21 laboureurs, 2 fours à chaux, des carrières et une tuilerie-briqueterie. En 1892, Pouillon comptait 277 hectares dont : vignes 40 ha, terres labourables 140 ha, bois 90 ha, marais 7 ha. En 2009, il y a 466 habitants, 51 ha de vignes, 60 ha de terres, 92 ha de bois.

### Décoration française
La commune est décorée de la Croix de guerre 1914-1918 le 1er octobre 1920.

## Politique et administration

### Intercommunalité
La commune, antérieurement membre de la Communauté de communes de la Petite Montagne, est membre, depuis le 1er janvier 2014, de la communauté de communes du Nord Champenois.
En effet, conformément au schéma départemental de coopération intercommunale de la Marne du 15 décembre 2011, cette communauté de communes du Nord Champenois est issue de la fusion, le 1er janvier 2014, de :
- la Communauté de communes de la Colline,
- de la Communauté de communes de la Petite Montagne,
- de la Communauté de communes des Deux Coteaux
- et de la Communauté de communes du Massif[19],[20].

### Liste des maires
| Période                                  | Période | Identité                | Étiquette | Qualité                                                                                                  |
| ---------------------------------------- | ------- | ----------------------- | --------- | --- |
| Les données manquantes sont à compléter. |         |                         |           | |
| vers 1800                                | 1801    | Jean-Baptiste Romagny   |           | Tonnelier                                                                                                |
| 1801                                     | 1802    | Rigobert Prevoteau      |           | |
| 1802                                     | 1809    | Jean-Baptiste Richard   |           | Chirurgien                                                                                               |
| 1809                                     | 1816    | Jean Missa              |           | |
| 1816                                     | 1817    | Thierry Fouet           |           | |
| 1817                                     | 1824    | Jean-Pierre Foret       |           | |
| 1824                                     | 1827    | Rémi Richard            |           | Fils de l'ancien maire Jean-Baptiste Richard                                                             |
| 1827                                     | 1831    | Nicolas Decuty          |           | |
| 1831                                     | 1836    | Rigobert-Antoine Michel |           | Propriétaire terrien Premier mandat                                                                      |
| 1836                                     | 1840    | Pierre-Louis Andrieux   |           | Propriétaire terrien. Premier mandat. Maire jusqu'en janvier 1840. Maire par intérim jusqu'en août 1840. |
| 1840                                     | 1846    | Nicolas Grégoire        |           | |
| 1846                                     | 1865    | Rigobert-Antoine Michel |           | Propriétaire terrien Second mandat                                                                       |
| 1865                                     | 1876    | Augustin-Zoé Lebrun     |           | |
| 1876                                     | 1879    | Laurent Fescourt        |           | Propriétaire terrien                                                                                     |
| 1879                                     | 1901    | Pierre-Louis Andrieux   |           | Propriétaire terrien Second mandat                                                                       |
| 1901                                     | 1919    | Arthur Prévoteau        |           | |
| 1919                                     | 1920    | Achille Mangon          |           | |
| 1920                                     | 1920    | Léon Oubry              |           | |
| 1920                                     | 1928    | Ferdinand Gillet        |           | |
| 1928                                     | 1945    | Lucien Hardot           |           | |
| 1945                                     | 1947    | Henry Romain            |           | |
| 1947                                     | 1965    | Émile Bellet            |           | |
| 1965                                     | 1971    | Albert Simon            |           | |
| 1971                                     | 1981    | Georges Milet           |           | décédé pendant le mandat                                                                                 |
| 1981                                     | 1983    | Raimond Rosiez          |           | |
| 1983                                     | 2008    | Hugues Marniquet        |           | |
| 2008                                     | 2014    | Alain Simon             |           | |
| 2014                                     | 2023    | Monique Roussel         |           | démission                                                                                                |
| 22-12-2023                               |         | Ghislaine Leclere       |           | |

## Démographie
Les habitants de la commune sont les Pouillonnais et les Pouillonnaises.
L'évolution du nombre d'habitants est connue à travers les recensements de la population effectués dans la commune depuis 1793. Pour les communes de moins de 10 000 habitants, une enquête de recensement portant sur toute la population est réalisée tous les cinq ans, les populations de référence des années intermédiaires étant quant à elles estimées par interpolation ou extrapolation. Pour la commune, le premier recensement exhaustif entrant dans le cadre du nouveau dispositif a été réalisé en 2007.

En 2022, la commune comptait 521 habitants, en évolution de +5,25 % par rapport à 2016 (Marne : −1,19 %, France hors Mayotte : +2,11 %).
| 1793 | 1800 | 1806 | 1821 | 1831 | 1836 | 1841 | 1846 | 1851 |
| ---- | ---- | ---- | ---- | ---- | ---- | ---- | ---- | ---- |
| 335  | 470  | 335  | 347  | 389  | 410  | 377  | 388  | 378  |

| 1856 | 1861 | 1866 | 1872 | 1876 | 1881 | 1886 | 1891 | 1896 |
| ---- | ---- | ---- | ---- | ---- | ---- | ---- | ---- | ---- |
| 363  | 376  | 350  | 302  | 329  | 344  | 326  | 323  | 317  |

| 1901 | 1906 | 1911 | 1921 | 1926 | 1931 | 1936 | 1946 | 1954 |
| ---- | ---- | ---- | ---- | ---- | ---- | ---- | ---- | ---- |
| 301  | 284  | 284  | 176  | 232  | 265  | 230  | 226  | 300  |

| 1962 | 1968 | 1975 | 1982 | 1990 | 1999 | 2006 | 2007 | 2012 |
| ---- | ---- | ---- | ---- | ---- | ---- | ---- | ---- | ---- |
| 313  | 305  | 392  | 458  | 446  | 467  | 459  | 458  | 483  |

| 2017 | 2022 | - | - | - | - | - | - | - |
| ---- | ---- | - | - | - | - | - | - | - |
| 494  | 521  | - | - | - | - | - | - | - |

## Culture et patrimoine

### Lieux et monuments

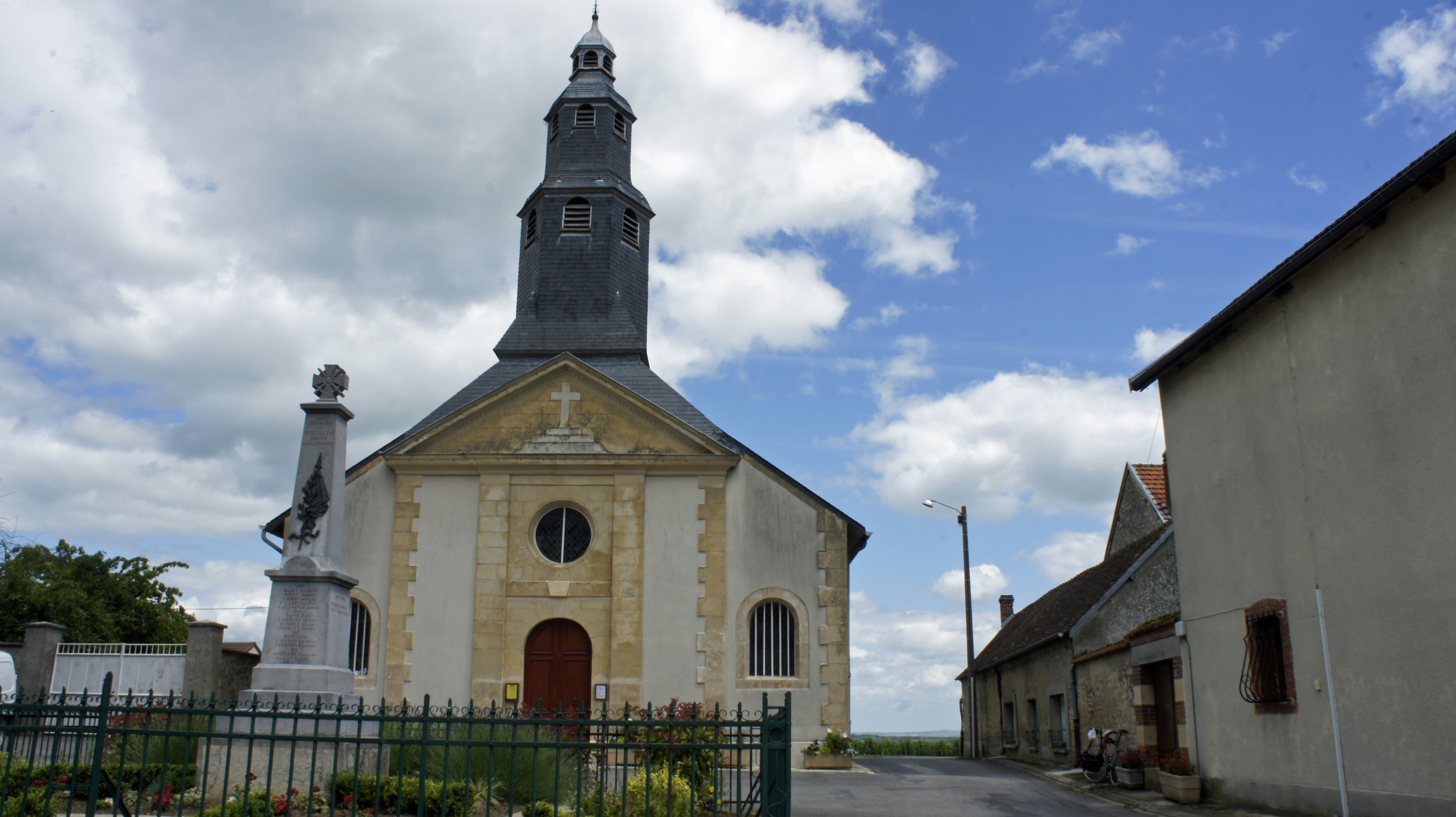
L'église et le monument aux morts.

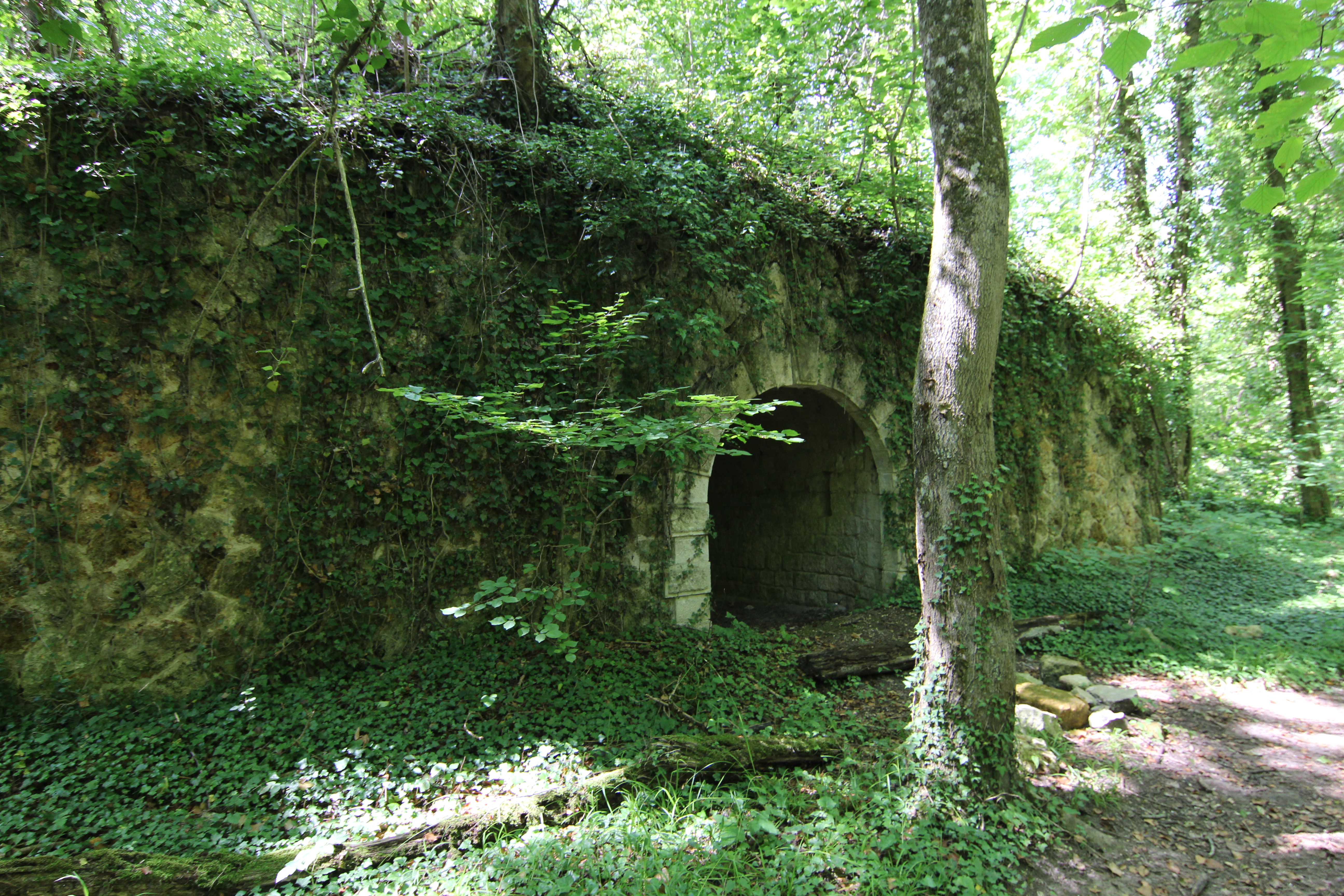
Le fort de st-Thierry.

- A Pouillon se trouve un monument aux morts inauguré le 27 septembre 1925.
- Le Fort de Saint-Thierry, dénommé Fort Berbier de Metz, construit de 1877 à 1880, situé à l'ouest du village faisait partie de la Ceinture fortifiée de Reims. Découvrez le fort de Saint-Thierry en photos sur le site internet www.memoire-et-fortifications.fr le fort de Saint-Thierry.
- L’église date du milieu du XVIIe siècle. Le petit clocher baroque (vers 1630-1640) est l’ancien clocher qui se dressait sur le cœur de l’abbatiale de Saint-Thierry (détruite avant la Révolution française). Elle fut épargnée par la Première Guerre mondiale, mais avec quelques blessures importantes, comme cet obus allemand qui frappa l’arrière le 28 octobre 1914. L'église est dédiée à Notre-Dame de la Visitation, et possède des reliques de saint Gorgon (martyr 304 apr. J.-C.). Le reliquaire était jusqu'à peu sorti, lors de la Saint-Gorgon le 9 septembre, dans les rues du village pour une procession.

### Personnalités liées à la commune
C'est l'abbé Arthur Haudecoeur qui est curé de Pouillon en 1914, né le 20 mars 1859 à Louvergny (Ardennes), décédé à l'hospice d'Avize le 4 septembre 1915 peu après le bombardement du village.